# Route 22 (Uruguay)
Pour les articles homonymes, voir Route 22.
La route 22 (espagnol : ruta 22) est l'une des routes nationales de l'Uruguay. Son parcours s'étend entièrement dans le département de Colonia.

## Tracé
Cette route traverse la zone sud-ouest du département de Colonia dans une direction sud-est-nord-ouest, en commençant par la route 1 au km 149 et en terminant par la route 21 au km 208, à côté de l’arroyo Miguelete. Sur son parcours, il traverse la ville de Tarariras et sert d'accès aux villes d'Artilleros et de Paso Antolin. 

## Caractéristiques
État et type de construction de la route selon la section :
| Section (approximative) | Type de réseau       | Type de construction | État |
| ----------------------- | -------------------- | -------------------- | ---- |
| Route 1-Tarariras       | Nationale secondaire | Bitume               | Bon  |
| Tarariras-Route 21      | Nationale secondaire | Bitume               | Bon  |